# Buheung-dong, Mokpo
Buheung-dong (koreanska: 부흥동) är en stadsdel i kommunen Mokpo i provinsen Södra Jeolla i den sydvästra delen av Sydkorea, 310 km söder om huvudstaden Seoul.